# Templum
Il templum, nella religione romana, rappresentava lo spazio consacrato dall'augure secondo il rito dell'inauguratio, destinato alla divinazione tramite auspicia o al culto delle divinità.

## Descrizione
Il templum veniva tracciato in aria dall'augure, con uno speciale bastone, il lituo, con il quale veniva ricavata una porzione sacra di cielo, che veniva quindi orientata e ripartita in regioni fas e nefas (cioè gradite o sgradite agli dei) allo scopo di trarne presagi dal volo degli uccelli.
A tale spazio aereo consacrato corrispondeva sulla terra un analogo spazio che poteva essere sia temporaneo (legato alla durata del singolo rito di divinazione) sia permanentemente destinato all'esecuzione di sacrifici e al culto degli dei. In tal caso il luogo diveniva sede di un edificio di culto: un'ara o un'aedes, vera e propria dimora del dio.
I più rilevanti Templa di Roma sono l'Auguraculum sul Campidoglio, l'Auguratorium sul Palatino e l'Auraculum sul Quirinale.
Templa, variamente denominati (Auguracula, Cosa Quadrata), furono eretti anche in altri luoghi, come a Marzabotto, nella colonia di Cosa nell'odierna maremma toscana, nella osca Bantia, nell'umbra Ikuvium, l'attuale Gubbio.